# First Data
Pour les articles homonymes, voir FDC.
First Data est une entreprise américaine spécialisée dans la gestion des terminaux de paiements et des transactions financières. Son siège est situé à Atlanta.
First Data était coté en bourse NYSE avec le code FDC jusqu'à son rachat par Fiserv début 2019.

## Histoire
First Data est fondé en 1971 à Omaha. En 1980, American Express acquiert 80 % de First Data, avant de vendre cette participation en 1992. En 1995, First Data fusionne avec First Financial Management, qui détenait notamment Western Union. En 2006, Western Union est scindée pour devenir une entreprise indépendante. 
En 2007, First Data est acquise par le fonds d'investissement KKR pour 29 milliards de dollars. En 2014, une augmentation de capital permet de lever 3,5 milliards de dollars avant qu'une introduction partielle en bourse permette de lever 2,6 milliards de dollars.
En mai 2017, First Data annonce l'acquisition de CardConnect pour 750 millions de dollars.
En janvier 2019, Fiserv annonce lancer une offre d'acquisition sur First Data pour 22 milliards de dollars.